# Хвадай-намак
Хвадай-намак (пехл. 𐭧𐭥𐭲𐭠𐭩 𐭭𐭠𐭬𐭪 Khwadāy-Nāmag; перс. خدای‌نامه‎ «Книга владык», «Книга государей») — ныне утерянный среднеперсидский свод иранских эпических сказаний и придворных хроник сасанидской эпохи. Основным особенностью Хвадай-намака являлось — сочетание собственно исторических сведений с легендарными. Теодор Нёльдеке считал его общим предком всех поздних новоперсоязычных истории о сасанидской эпохе, точка зрения, которая была опровергнута. Предполагалось, что впервые книга переведена на арабский язык Ибн аль-Мукаффой (ум. 757), который имел доступ к сасанидским дворцовым документам. В VIII—IX веках, Хвадай-намак переводилась на арабский язык по крайней мере семь раз. Переводы на арабском назывались «Сияр аль-мулук аль-фурс» («Жизнеописания персидских царей»). Сама книга, так и её переводы не сохранились, но они послужили арабским и персидским историкам в качестве источника для изложения до исламской истории Ирана, например эпопея Фирдоуси, «Шахнаме» одним из основных источников которой был Хвадай-намак, целиком дошла до наших дней. Согласно теории Нёльдеке, сама книга была написана сначала во время правления Хосрова I Ануширвана (годы правления 531—579 гг.) и отредактирована в период правления последнего сасанидского шахиншаха Йездигерда III (годы правления 632—651 гг.). Хвадай-намак также был переведён на новоперсидский язык и расширен с использованием других источников саманидскими учёными под руководством Абу Мансура Мамари в 957 году, но сохранилась только часть оригинального предисловия к этой версии, 957—958).